# Tōkai (Aichi)
Pour les articles homonymes, voir Tokai.
Tōkai (東海市, Tōkai-shi) est une ville située dans la préfecture d'Aichi, sur l'île de Honshū, au Japon.

## Géographie

### Situation
Tōkai est située dans le nord-ouest de la péninsule de Chita, au bord de la baie d'Ise.

### Démographie
En novembre 2019, la population de la ville de Tōkai était de 115 183 habitants répartis sur une superficie de 43,43 km2.

## Histoire
La ville moderne de Tōkai a été fondée le 1er avril 1969, par la fusion des bourgs de Yokosuka et Ueno.

## Culture locale et patrimoine

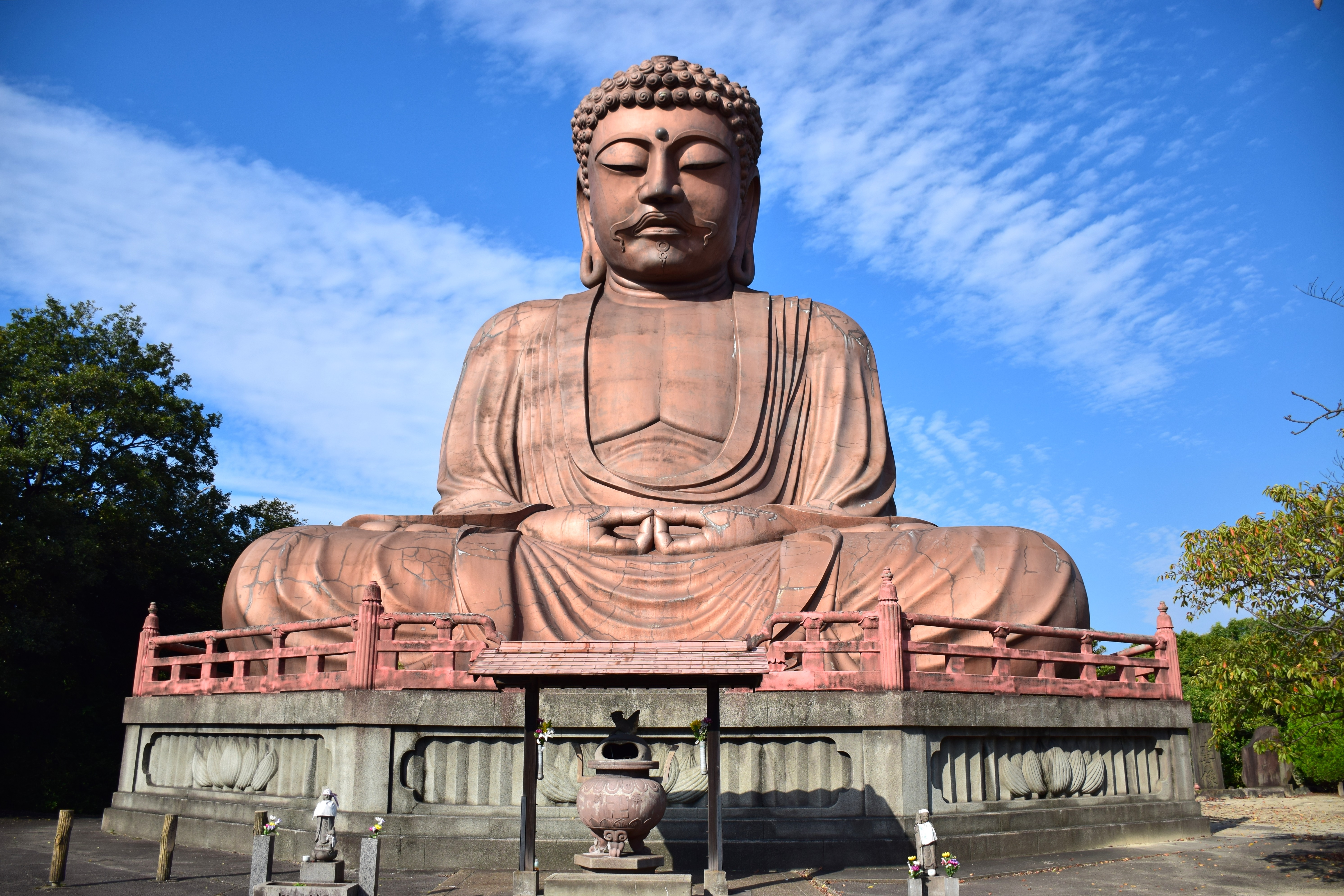
Grand Bouddha du parc Shurakuen.

- Le Grand Bouddha du parc Shurakuen.

## Transports
Tōkai est desservie par les lignes Tokoname et Kōwa de la compagnie Meitetsu. La principale gare est celle d'Ōtagawa.